# Taenaris butleri
Taenaris butleri is een vlinder uit de familie Nymphalidae. De wetenschappelijke naam van de soort is voor het eerst geldig gepubliceerd in 1880 door Charles Oberthür.